# Toni Blankenheim
Toni Blankenheim (* 12. Dezember 1921 in Köln; † 11. Dezember 2012 in Hamburg) war ein deutscher Opernsänger mit der Stimmlage Bassbariton.

## Leben
Blankenheim erhielt seine Gesangsausbildung bei dem bekannten Konzertsänger und Gesangslehrer Paul Lohmann in Frankfurt am Main und bei der Altistin und Wagner-Sängerin Res Fischer in Stuttgart.
Sein Debüt als Opernsänger erfolgte 1947 am Frankfurter Opernhaus als Figaro in der Oper Le nozze di Figaro. Von 1947 bis 1950 war Blankenheim dann Ensemblemitglied an der Oper Frankfurt. 1950 wechselte er an die Hamburgische Staatsoper, deren festes Ensemblemitglied er bis zum Ende seiner Künstlerlaufbahn blieb. 1961 erhielt er dort den Ehrentitel Hamburger Kammersänger. Später war Blankenheim neben seinem Hamburger Festengagement gleichzeitig Mitglied des Staatstheaters Darmstadt (1965–1968), ab 1968 auch der Staatsoper Stuttgart.
In Hamburg sang Blankenheim die großen Rollen in den Musikdramen von Richard Wagner und Werke fast aller Komponisten der Moderne wie Alban Berg, Igor Strawinsky, Rolf Liebermann und anderer zeitgenössischer Komponisten. 1951 war er an der Hamburger Staatsoper der Agent der Geheimpolizei in der deutschsprachigen Erstaufführung der Oper Der Konsul. Im Oktober 1951 sang er den Nick Shadow in The Rake’s Progress an der Seite von Rudolf Schock. Häufig sang er in Hamburg in der Inszenierung von Günther Rennert den Dr. Schön in der zweiaktigen Fassung von Lulu, so 1957 in der Neuinszenierung mit Helga Pilarczyk als Partnerin, 1967/1968 dann an der Seite von Anneliese Rothenberger in der Titelrolle. 1970 folgte die Titelrolle in Wozzeck mit Sena Jurinac als Marie. 1971 war er der Göttervater Jupiter in der mittlerweile legendären Inszenierung der komischen Oper Orpheus in der Unterwelt, in der Liselotte Pulver (Öffentliche Meinung), Inge Meysel (Juno) und Theo Lingen (Hans Styx) seine Partner waren.
Blankenheim war an der Hamburger Staatsoper ein vielbeschäftigter Ensemble-Sänger und übernahm im Laufe seiner Karriere auch viele kleinere Rollen und Comprimario-Partien. So hörte man ihn 1966 als Graf Horn in einer Inszenierung von Un ballo in maschera, die auch für das Fernsehen aufgezeichnet wurde. In Opernverfilmungen sang Blankenheim auch in den Opern Schwarzer Peter (ZDF 1966) und Die Zaubergeige (BR 1976).
Blankenheim sang in Hamburg außerdem in zahlreichen Uraufführungen und Erstaufführungen: Die Heimkehr von Marcel Mihalovici (revidierte Fassung, 1955), Die Heirat von Bohuslav Martinů (szenische Uraufführung 1954), Der Prinz von Homburg von Hans Werner Henze (1960), Figaro läßt sich scheiden von Giselher Klebe (1963), Der goldene Bock von Ernst Krenek (1964), Der Zerrissene von Gottfried von Einem (1964), Jacobowsky und der Oberst von Giselher Klebe (1965), Das Lächeln am Fuße der Leiter von Antonio Bibalo, Arden muß sterben von Walter Goehr (1967), Hamlet von Humphrey Searle (1968), Belagerungszustand von Milko Kelemen (1970). Mit dem Hamburger Ensemble gastierte er 1975 bei den Schwetzinger Festspielen in der Oper Der gestiefelte Kater von Günter Bialas. 1982 sang er den Puntti in dem Opern-Monodrama Der Geburtstag (Avain) des finnischen Komponisten Kalevi Aho. Diese Rolle sang er 1984 auch bei den Tagen Nordischer Musik in Kopenhagen. Seine künstlerische Leistung wurde von der Presse in zeitgenössischen Kritiken mehrfach hervorgehoben.
Blankenheims Bühnenlaufbahn dauerte insgesamt sehr lange. 1978 übernahm er an der Hamburgischen Staatsoper in der Lulu-Neuinszenierung von Luc Bondy die Rolle des Schigolch. Diese Rolle gestaltete er dann auch, „vom Charakter her, abgründiger“ in der Spielzeit 1979/80. In der Spielzeit 1982/83 war er in einer Neuinszenierung der Oper Arabella (Premiere Mai 1983, Regie: Otto Schenk) als Graf Waldner besetzt, den er auch in den weiteren Aufführungsserien im März 1984 und im März 1985 sang. In der Spielzeit 1984/85 übernahm er die Partie des Müllkutschers Doolittle in einer Neuinszenierung von My Fair Lady (Premiere: Dezember 1984, Regie: Karl Wesseler). In späteren Jahren sang er an der Hamburgischen Staatsoper regelmäßig bis Mitte der 1980er Jahre insbesondere den Marquis d’Obigny in La Traviata (u. a. in mehreren Aufführungsserien im Juni 1984, im Januar 1985 und im Februar 1987) und den Gärtner Antonio in Le Nozze di Figaro (u. a. im März 1984).
Eine seiner letzten Premierenrollen war in der Spielzeit 1989/90 die kleine Rolle des Sciarrone in Tosca. In der Spielzeit 1989/90 übernahm er außerdem im Juni 1990 in mehreren Vorstellungen noch einmal die Partie des Dreieinigkeitsmoses in einer Neuinszenierung von Brecht/Weills Aufstieg und Fall der Stadt Mahagonny (Regie: Günter Krämer), die er bereits 1962 bei der Hamburger Erstaufführung gesungen hatte. Im Januar 1990 sang er den Gefängnisdirektor Frank in der Strauß-Operette Die Fledermaus (Regie: Hans-Joachim Frey) in einer Diplominszenierung des Studiengangs „Musiktheater-Regie“ im Forum der Hochschule für Musik und Theater Hamburg.
Im späteren Verlauf seiner Karriere übernahm Blankenheim auch Sprechrollen, unter anderem regelmäßig seit 1985 den Haushofmeister in Ariadne auf Naxos, mit dem er auch weiterhin gastierte. Den Haushofmeister übernahm er auch wieder in der musikalischen Ariadne-Neueinstudierung im Mai 1992. Blankenheim war offiziell bis zum Spielzeitende 1996/97 Mitglied der Hamburgischen Staatsoper. Dort trat er zuletzt unter anderem als Pancratius, in einer Neuinszenierung der Lortzing-Oper Der Wildschütz (Premiere: Dezember 1993, weitere Aufführungen im März 1994), wo er „eine wunderbar poetische, fern aller Übertreibung angelegte Charakterstudie“ bot, und als Haushofmeister (Februar 1994, November 1994 und Februar 1995) auf.
In der Spielzeit 1984/85 sang er bei der Eröffnung des Rheydter Opernhauses den Schigolch in Lulu. In der Spielzeit 1994/95 übernahm an der Oper Köln die kurze Sprechrolle des Medizinalrats in einer Lulu-Neuinszenierung (Regie: Michael Hampe). In der Spielzeit 1994/95 übernahm er außerdem an der Bayerischen Staatsoper die stumme Rolle des Sir Edgar in der Neuinszenierung der Henze-Oper Der junge Lord (Regie: Günter Krämer). Im November 1995 gastierte er am Schauspiel Köln gemeinsam mit Ingrid Andree und Ralph Morgenstern in dem Theaterstück Seid nett zu Mr. Sloane von Joe Orton.
Blankenheim hatte umfangreiche Gastverträge im In- und Ausland. Er gastierte mehrfach an der Münchner Staatsoper, an der Deutschen Oper am Rhein, an der Deutschen Oper in Berlin (u. a. im Sommer 1990, als Gefängnisdirektor Frank in Die Fledermaus), am Staatstheater Darmstadt, am Staatstheater Karlsruhe und am Staatstheater Braunschweig. 
1954 sang Blankenheim erstmals bei den Bayreuther Festspielen. Von 1954 bis 1960 gehörte er zum festen Ensemble der Bayreuther Festspiele. Er übernahm dort sowohl die großen Charakterrollen, als auch kleinere Partien. 1956–1959 sang er dort den Klingsor in Parsifal, 1956 und 1958–1960 alljährlich den Beckmesser in Die Meistersinger von Nürnberg, dazwischen 1957 den Kothner. Außerdem war er als Donner in Das Rheingold (1954, 1955, 1957), als Biterolf in Tannhäuser (1954, 1955) und als 3. Edler in Lohengrin (1954) zu hören.
1956 übernahm er den Kurwenal in Tristan und Isolde in einer Aufführungsserie an der Wiener Staatsoper. An der Staatsoper Berlin gastierte er als Alberich im Ring-Zyklus und mehrfach als Sixtus Beckmesser, im Mai 1969 auch einmal kurzfristig als Einspringer.
1968 sang er an der Stuttgarter Staatsoper den Kratos in der Uraufführung der Oper Prometheus von Carl Orff. 1979 sang er in der von Friedrich Cerha ergänzten dreiaktigen Fassung der Lulu die Rolle des Schigolch in der Erstaufführung in Paris an der Opéra Garnier. In der Spielzeit 1981/82 übernahm er an der Bayerischen Staatsoper die Rolle des Zirkusdirektors Springer in einer Neuinszenierung der Oper Die verkaufte Braut.
Auslandsgastspiele gab er außerdem in Kopenhagen, Stockholm, Brüssel, Lüttich, Amsterdam und am Opernhaus Leipzig (1971, als Wozzeck alternierend mit Theo Adam). Er sang beim Edinburgh Festival, beim Maggio Musicale Fiorentino in Florenz, an der Mailänder Scala, an der Grand Opéra Paris, am Gran Teatre del Liceu in Barcelona, an der San Francisco Opera, an der Nationaloper Zagreb (1963 Gastspiel der Hamburger Staatsoper mit Lulu) und den Opernhäusern von Mexiko-Stadt und Montréal.
Blankenheim lebte zuletzt, fast vollständig zurückgezogen, in Bonn. 2007 war er Gast beim Künstlertreffen der Gottlob-Frick-Gesellschaft.

## Tondokumente
Original-Studioaufnahmen, die Blankenheims Stimme auf Schallplatte dokumentieren, liegen nur relativ wenige vor. So sang er beispielsweise 1955 in München für die Deutsche Grammophon in einer Studioaufnahme den Zauberer Colas in dem Singspiel Bastien und Bastienne mit Rita Streich und Richard Holm in den Titelrollen.
Es existieren jedoch Live-Mitschnitte von Opernaufführungen und Rundfunkaufnahmen. Zahlreiche Aufführungen mit Toni Blankenheim, insbesondere von den Bayreuther Festspielen, wurden alljährlich für den Rundfunk aufgezeichnet und später als Schallplatten veröffentlicht. Mittlerweile sind diese Aufführungen, oft unter diversen verschiedenen Schallplattenlabels, auch auf CD wiederveröffentlicht worden. Ein Aufführungsmitschnitt von Tristan und Isolde aus Wien (1956) mit André Cluytens am Pult ist bei dem Label Walhall ebenfalls auf CD erschienen.
Die Hamburger Lulu-Produktion wurde in einem Aufführungsmitschnitt von 1968 bei EMI auf Schallplatte und mittlerweile auch auf CD veröffentlicht. Mehrere Studioproduktionen der Hamburgischen Staatsoper mit Toni Blankenheim wurden mittlerweile bei dem Label Arthaus Musik auf DVD herausgebracht: Der Freischütz (1968, als Kuno), Die Meistersinger von Nürnberg (1970, als Sixtus Beckmesser), Wozzeck (1970, Titelrolle), Orpheus in der Unterwelt (1971, als Jupiter).
Ein Live-Mitschnitt der Pariser Lulu-Produktion von 1979 mit Pierre Boulez am Dirigentenpult und Teresa Stratas in der Titelrolle, in der Blankenheim neben dem Schigolch auch die Rollen Medizinalrat und Polizeikommissar übernahm, wurde ebenfalls bei der Deutschen Grammophon zunächst auf Schallplatte und später auf CD veröffentlicht.
Beim Westdeutschen Rundfunk entstand 1979 eine Gesamtaufnahme der komischen Oper Die Witwe Grapin von Friedrich von Flotow in deutscher Sprache mit Josephine Engelskamp in der Titelrolle und Peter Minich, in der Blankenheim die Rolle des Dieners Vincent singt.